# 斜茎獐牙菜
斜茎獐牙菜（学名：Swertia patens）为龙胆科獐牙菜属下的一个种。种名patens意为伸展的。